# Карагандинский маргариновый завод
Караганди́нский маргариновый завод (КМЗ, ныне АО «Евразиан Фудс») — казахстанское предприятие масложировой промышленности. Находится по адресу: Бытовая, 20, Казыбекбийский район, Караганда. Основной продукцией предприятия являются маргарин, майонез и спреды. Входит в состав холдинга Eurasian Foods Corporation в качестве одного из двух крупнейших предприятий — КМЗ (АО «Евразиан Фудс») и Алматинский маргариновый завод (собственно АО «Eurasian Foods Corporation»).

## История
Технический проект Карагандинского маргаринового завода был разработан институтом «Белгипропищепром». Строительство началось в 1968 году, а в 1971 была сдана в эксплуатацию первая очередь завода. Проектная мощность предприятия составляла 20 тысяч тонн маргариновой продукции и 2,5 тысячи тонн майонеза.
После распада СССР оказались разрушены производственные связи с поставщиками сырья и потребителями продукции завода, находящимися на территории бывших республик СССР, возникли таможенные проблемы, связанные со сбытом продукции. А узость казахстанского рынка не позволяла восполнить возникший вакуум. Завод был вынужден закупать растительные масла в Малайзии и странах Южной Америки — Аргентине и Бразилии, что способствовало определённому повышению цен на выпускаемую продукцию.
В середине 1990-х Карагандинский и Алматинский маргариновые заводы в рамках приватизации были проданы компании Nakosta AG, зарегистрированной в городе Цуг в Швейцарии, купившей также Жайремский ГОК (АО «Сарыаркаполиметалл»). В начале 2000-х маргариновые заводы были проданы Ursem Holding AG, а ГОК — Olberg holding AG, также зарегистрированные в швейцарском Цуге. В 2007 году Алматинский и Карагандинский маргариновые заводы объявили о слиянии активов в холдинг «Евразиан Фудс Корпорэйшн», а ранее, в 2004 году, Жайремский ГОК вошёл в состав других «евразийцев» — ЕПА (ЕФПК, ENRC, ныне ERG) Александра Машкевича и Ко.

## Деятельность
Объём производства продукции — 13 176,1 млн тенге. После присоединения к таможенному союзу ЕврАзЭС производители из России начали теснить АО «Евразиан Фудс». В 2015 году было объявлено о модернизации завода.
В 2013 году постановлением правительства были определены 8 системообразующих предприятий Карагандинской области на предмет мониторинга казахстанского содержания, в число которых, наряду с «АрселорМиттал Темиртау», «Казахмыс», АО «Конфеты Караганды», АО ИП «Эфес Караганда пивоваренный завод», Central Asia Cement, Kazcentrelectroprovod, ТОО «Карагандарезинотехника», вошло и АО «Евразиан Фудс».

### Основные торговые марки
- «3 желания»
- «Шедевр»
- «Златые горы»
- «Золотой стандарт»

Бренды принадлежат компании Ursem Holding AG, зарегистрированной в городе Цуг, Швейцария.

## Награды
- Переходящее Красное Знамя Министерства пищевой промышленности СССР (1981—1985)[1]